# Lepanthes equus-frisiae
Lepanthes equus-frisiae är en orkidéart som beskrevs av Franco Pupulin och H.Medina. Lepanthes equus-frisiae ingår i släktet Lepanthes och familjen orkidéer. Inga underarter finns listade i Catalogue of Life.